# Idiotenbrücke
Idiotenbrücke ist in der Umgangssprache die Bezeichnung für eine unfallträchtige Eisenbahnbrücke in Köln, die die Innere Kanalstraße im Kölner Stadtteil Neuehrenfeld überspannt.

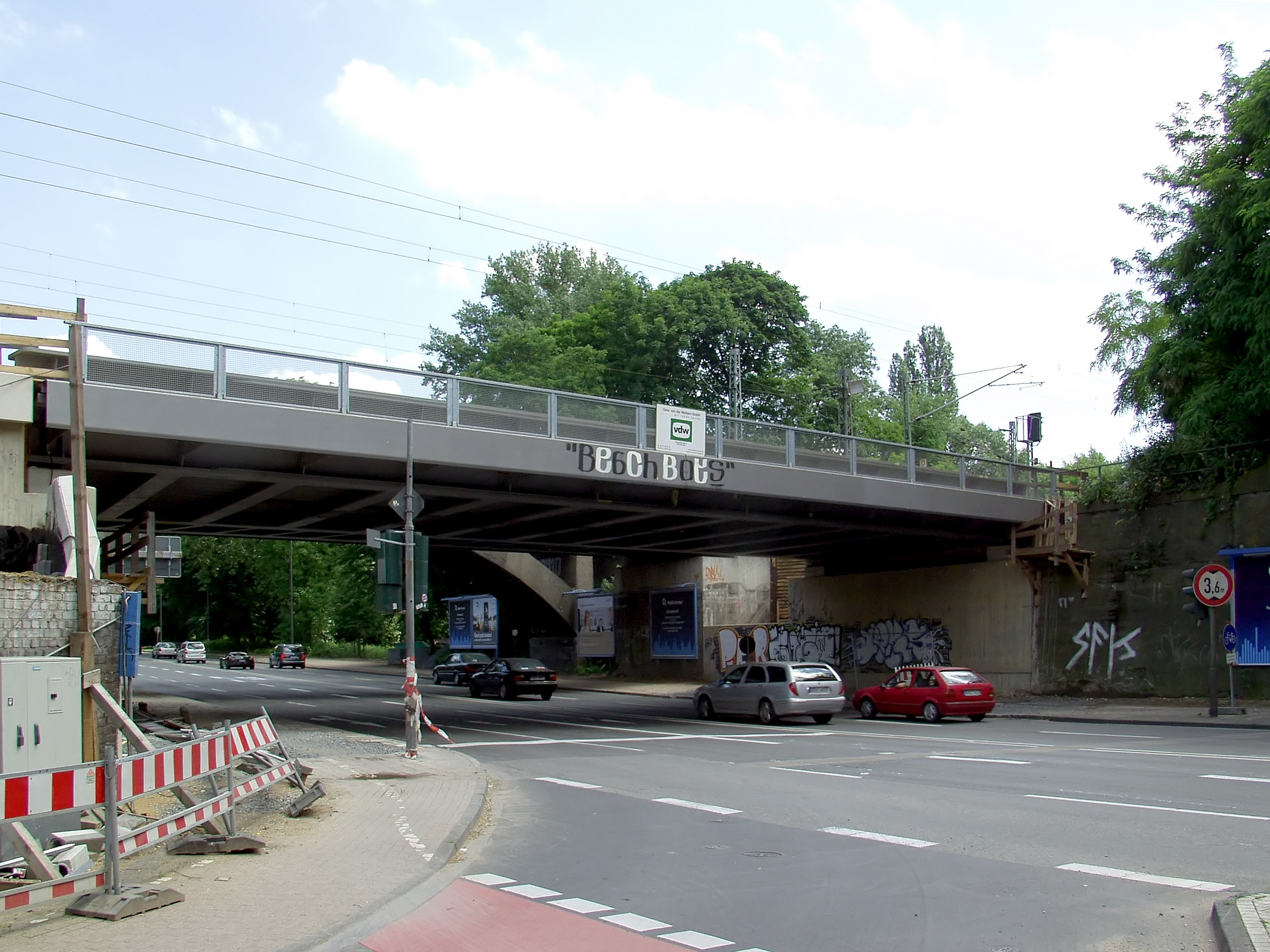
Neubau

## Die Brücke
Die 1911 erbaute und 30 Meter lange Eisenbahnbrücke war eine Fachwerkbrücke. Sie überspannte die in diesem Bereich fünfspurige Innere Kanalstraße einschließlich zweier Gehwegstreifen vollständig. Dabei kreuzte sie die Fahrbahnen in 3,9 m Höhe. Auf ihr verliefen zwei Bahngleise inklusive Gleisschotter. Der aus Stahl gebaute Überbau wog 150 Tonnen.

Verbot für Fahrzeuge über der angegebenen tatsächlichen Höhe (einschließlich Ladung)

Die Brücke ist Teil des Kölner Gleisdreiecks, wo sich die bisher parallel verlaufenden Gleisstränge vom Kölner Hauptbahnhof nach Norden, Süden und Westen verteilen. Innerhalb des Gleisdreiecks befindet sich neben Abstellgleisen der Betriebsbahnhof Gladbacher Wall. Am Gleisdreieck führen insgesamt 8 Eisenbahnbrücken über die vom Lastkraftverkehr stark frequentierte Innere Kanalstraße. Bis September 2007 führte die niedrige Brückenhöhe der Idiotenbrücke – mit einer Durchfahrtshöhe von ehemals 3,9 m – zu Unfällen mit Lastkraftwagen, die eine größere Höhe aufwiesen und das Verkehrsverbot durch Verkehrszeichen nicht beachtet hatten. Hinzu kam, dass diese Brücke als Bogenbrücke konstruiert war, so dass sie an den Brückenrändern eine noch niedrigere Durchfahrtshöhe hatte.

## Namensherkunft
Die Idiotenbrücke verdankt ihren Namen den zahlreichen LKW-Fahrern, die sich mit ihren LKW im Brückenfachwerk verkeilten. So blieben allein im Jahr 1997 insgesamt 14 LKW an der Brücke hängen, obwohl in unterschiedlichen Abständen zahlreiche Warnhinweise und -baken sowie gelbe Blinklichter aufgestellt waren. Selbst ein eingerichteter Sicherheitsdienst, der bei Auslösen eines Alarms durch eine Lichtschranke winkend auf die Straße lief, konnte zwar die Frequenz der Unfälle senken, diese jedoch nicht vollständig verhindern. Im Laufe ihrer Geschichte sind schätzungsweise über 100 LKW steckengeblieben, die dadurch die Innere Kanalstraße – eine der wichtigsten Verkehrsadern der Stadt Köln – verstopften. Die Brücke war daher häufiges Thema in den Kölner Regionalnachrichten und Stadtgespräch.

## „Idiotenbrücke“ heute
Die bisherige „Idiotenbrücke“ wurde ab September 2007 abgerissen und durch einen Neubau ersetzt. Im Juli 2008 wurde zwar eine neue Eisenbahnbrücke mit einer Höhe von 4,5 m in Betrieb genommen; die anderen sieben Brücken haben technisch bedingt jedoch weiterhin ihre geringeren Durchfahrtshöhen zwischen 3,60 und 4 m. Deshalb kommt es weiterhin zu Kollisionen, so dass sich die Bezeichnung „Idiotenbrücke“ auf diese Bauwerke übertragen hat.

## Weitere Brücken mit dieser Bezeichnung
In Sankt Petersburg trägt eine 2009 eingeweihte Überführung einer Schnellstraße bei 59.7882013 N 30.4927049 O auch diesen Namen, weil in ihr schon mindestens 170 LKWs steckengeblieben sind.
Im englischen Sprachraum sind auch die Bezeichnungen „Canopener Bridge“ üblich.